# Casas de Guijarro
Casas de Guijarro ist ein Ort und eine Gemeinde (Municipio) mit 102 Einwohnern (Stand: 2024) in der Provinz Cuenca in der Autonomen Region Kastilien-La Mancha.

## Geographie
Casas de Guijarro liegt etwa 66 Kilometer südlich von Cuenca in einer Höhe von ca. 825 m. 

## Bevölkerungsentwicklung
| 1900 | 1950 | 1970 | 1981 | 1991 | 2001 | 2011 | 2021 |
| ---- | ---- | ---- | ---- | ---- | ---- | ---- | ---- |
| 280  | 447  | 354  | 256  | 187  | 132  | 128  | 121  |

## Sehenswürdigkeiten
- Kirche (Iglesia de Dulce Nombre de Jesús)

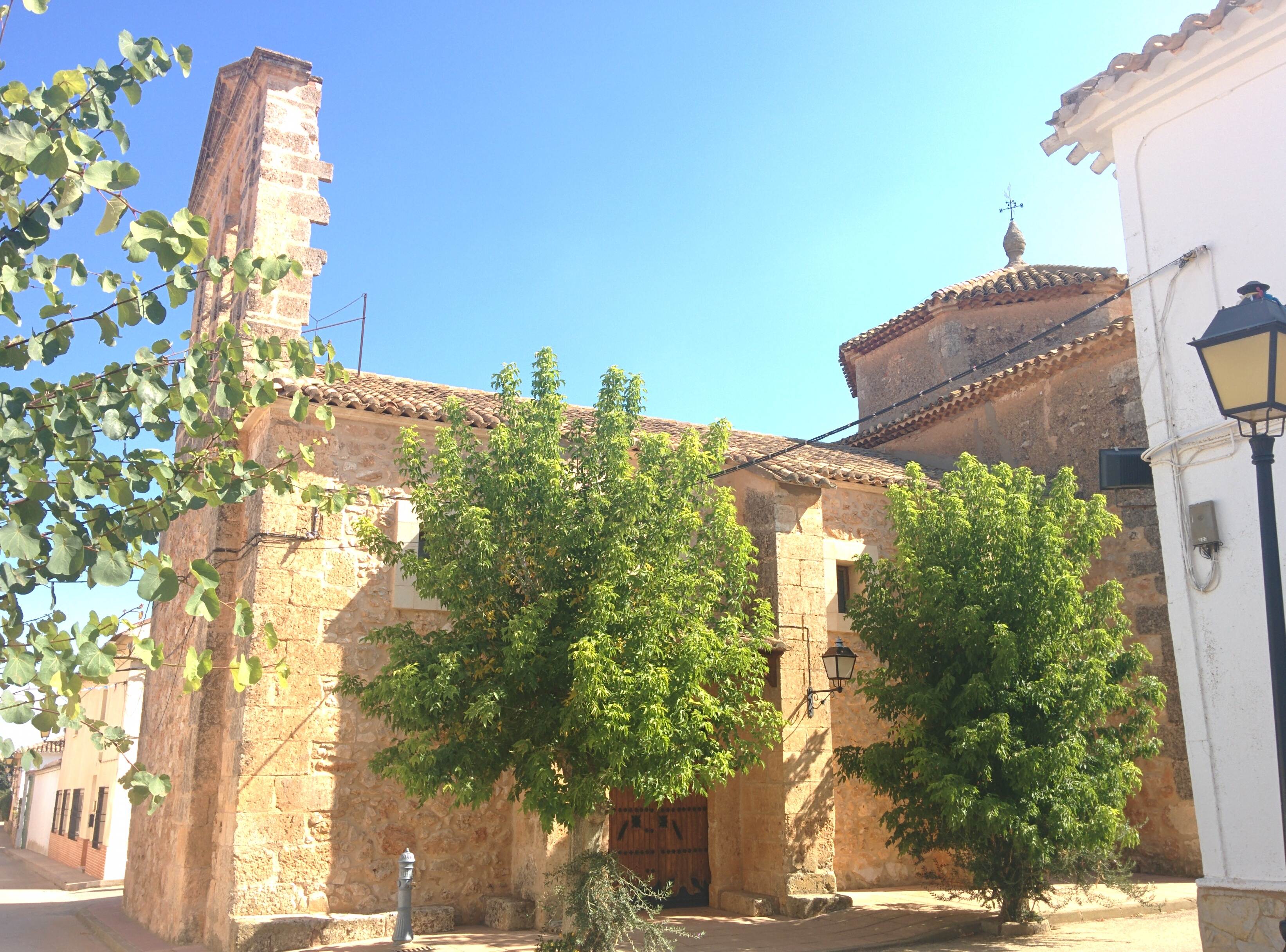
Magdalenenkirche
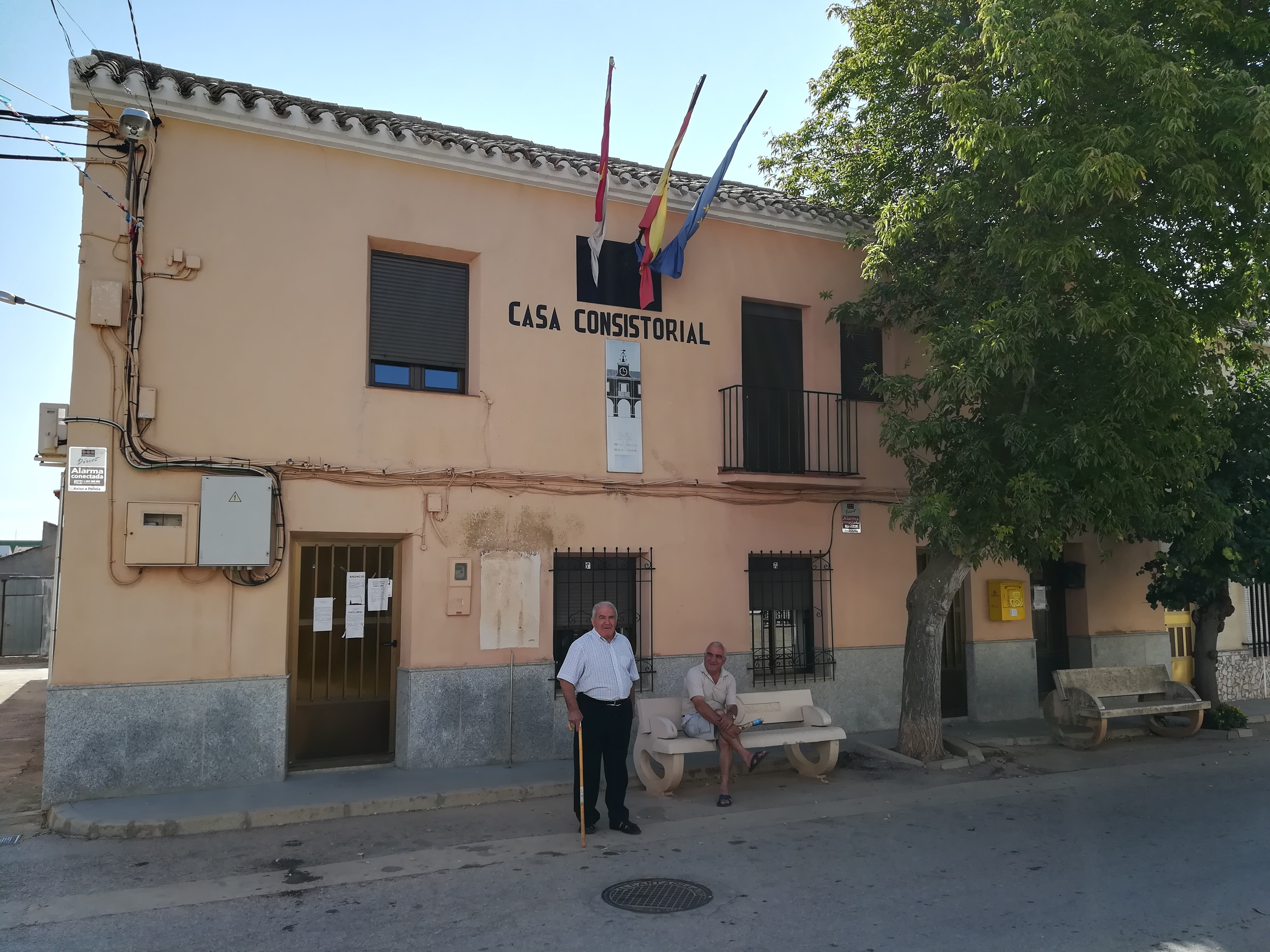
Rathaus

## Gemeindepartnerschaft
Mit der spanischen Gemeinde Hacinas in der Provinz Burgos (Aragón) besteht eine Partnerschaft. 